# Valeriana asterothrix
Valeriana asterothrix är en kaprifolväxtart som beskrevs av Ellsworth Paine Killip. Valeriana asterothrix ingår i släktet vänderötter, och familjen kaprifolväxter. Inga underarter finns listade i Catalogue of Life.